# Sysselmesteren på Svalbard

Sysselmesterens vapen

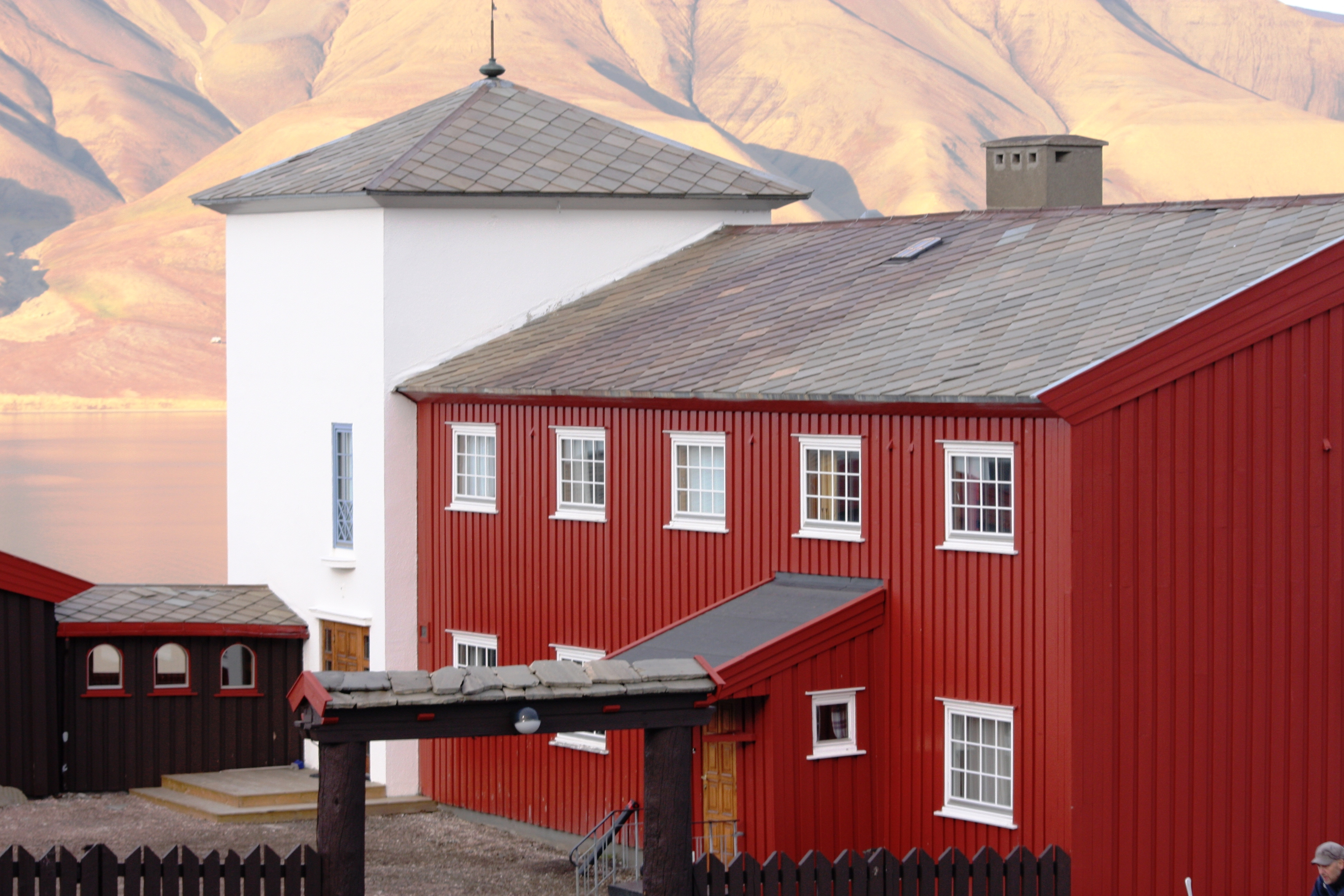
Sysselmannsgården

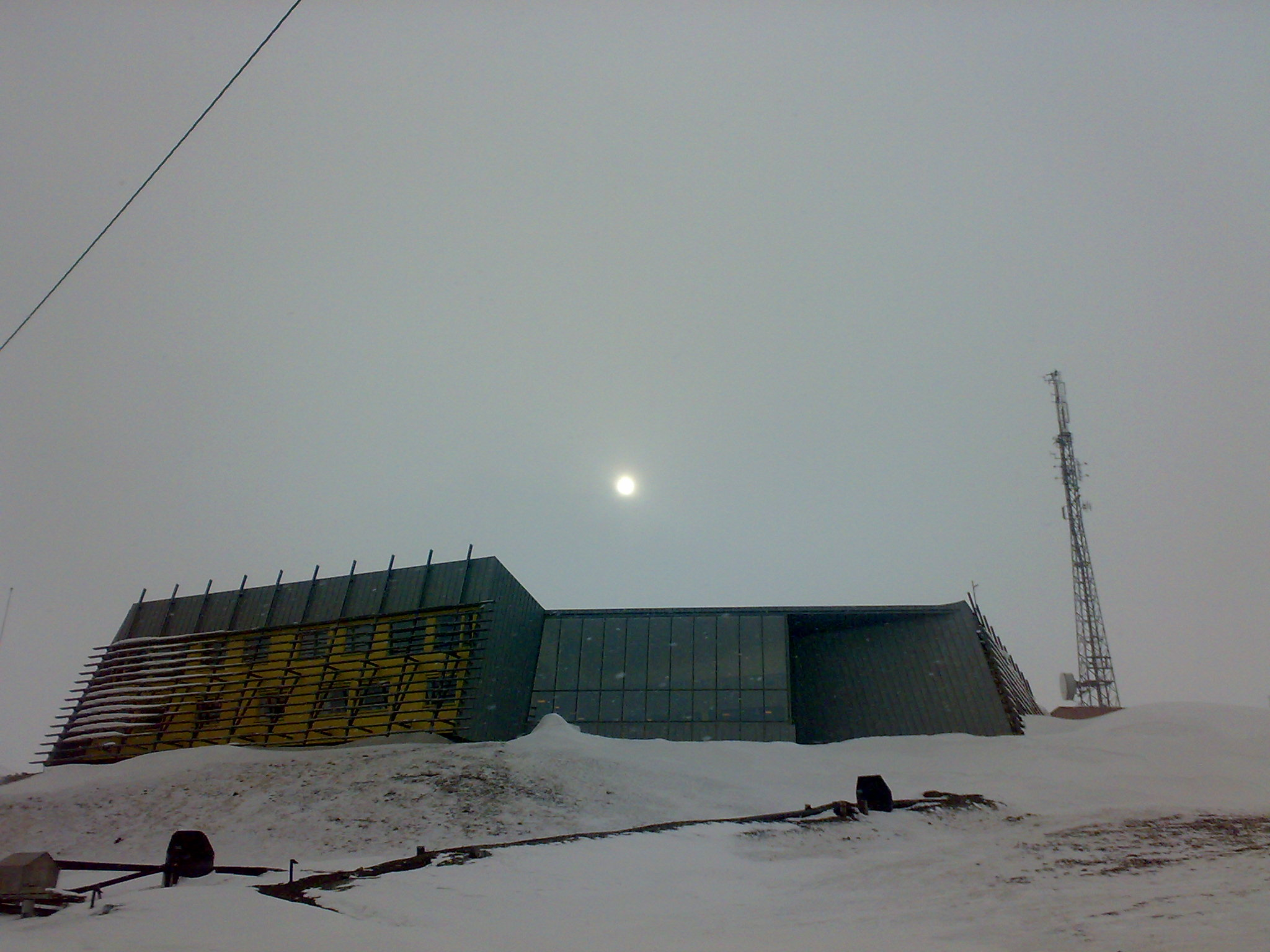
Administrationsbyggnaden för Sysselmesteren på Svalbard

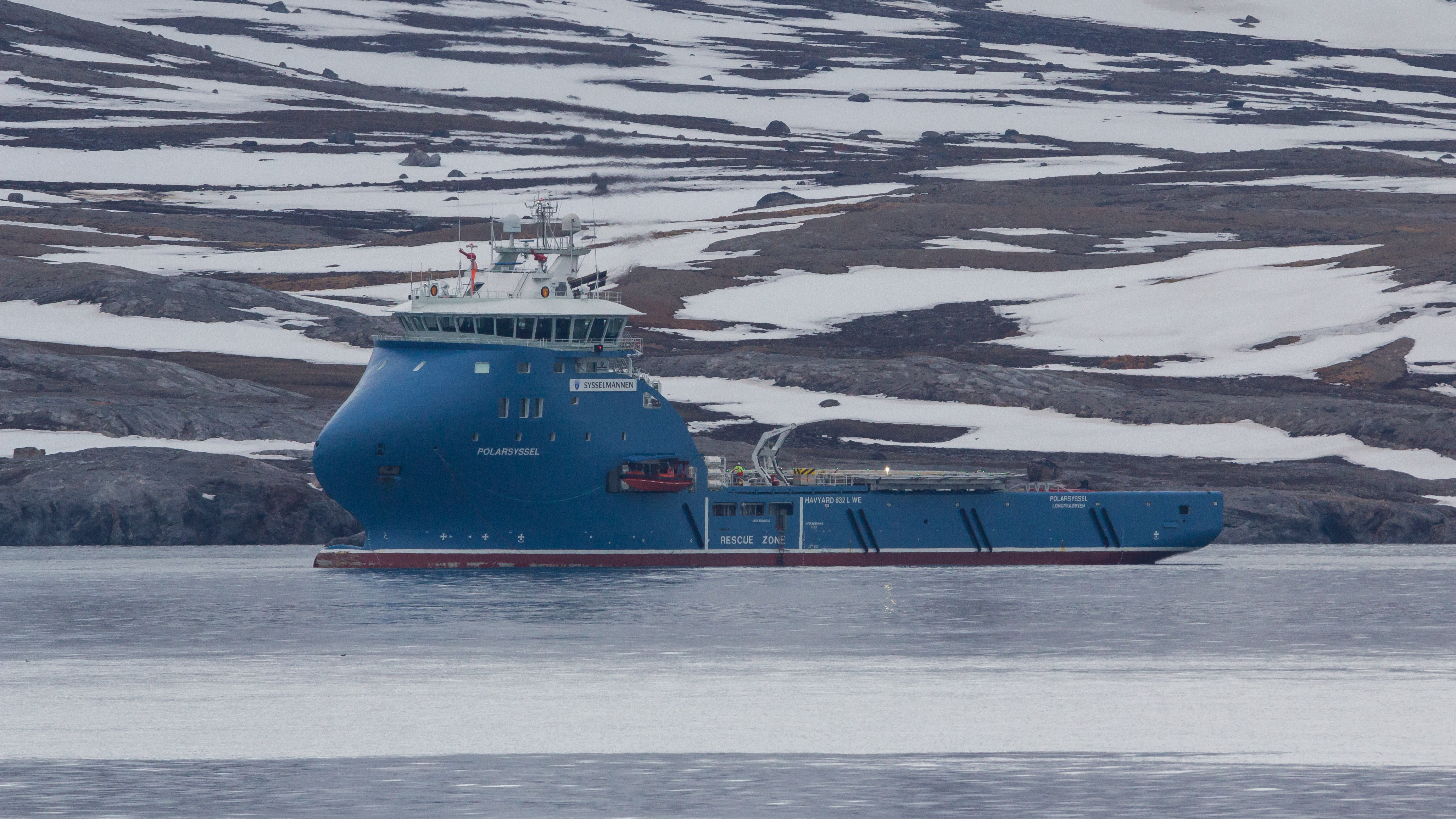
M/S Polarsyssel, Sysselmesterens tjänstefartyg

Sysselmesteren på Svalbard, fram till 2021 sysselmannen, är den norska regeringens högste representant på ögruppen. Sysselmesteren har större befogenheter än en vanlig statsforvalter. Utöver vad statsförvaltaren gör är sysselmesteren bland annat också polischef, notarius publicus och hjälpdomare.  
Vederbörande skall också övervaka Norges rättigheter och förpliktelser enligt Spetsbergtraktaten och öarnas status som demilitariserad zon. Fram till 1995 hade sysselmesteren även det administrativa ansvaret för Jan Mayen, men detta ansvar överfördes då till fylkesmannen (nuvarande statsförvaltaren) i Nordland. Sedan 2021 är Lars Fause sysselmestere.

## Historisk bakgrund
Sysselmann är en gammal medeltida norsk titel och betecknade den högste ämbetsmannen i ett område (syssel). Befattningshavaren fungerade som åklagare och hade polis- och straffmyndighet, uppsyn över trupperna samt ansvar för skatteindrivningen. Sysselmannen utsåg dessutom nämndemän till lagtinget. Titeln återinrättades av stortinget i Lov om Svalbard (Lagen om Svalbard) den 17 juli 1925, där det fastslås att en av konungen utsedd sysselmann skall finnas på Svalbard. Den 14 augusti 1925 övertog Norge formellt överhögheten över Svalbard och den första sysselmannen Edvard Lassen trädde i tjänst. 

## Myndigheter
Ursprungligen sorterade sysselmannen under det andra civilkontoret på det norska Justitiedepartementet men överfördes 1936 till Handels- och industridepartementet, men återfördes slutligen till Justitiedepartementet 1956. Dock är miljödepartementet överordnat i miljöfrågor och därutöver utövar Direktoratet for naturforvaltning (norsk motsvarighet till naturvårdsverket), Statens forurensningstilsyn (statens föroreningstillsyn) och Riksantikvarien myndighet på Svalbard som i huvudsak utövas av Sysselmannen. Norsk Polarinstitutt fungerar som strategisk rådgivare i miljövården på Svalbard och bedriver forskning, förvaltning och övervakning på öarna samt ansvarar för den topografiska kartläggningen av Svalbard.

## Sysselmesterens uppgifter
- att hävda den norska suveräniteten över Svalbard
- att övervaka och kontrollera att Spetsbergtraktaten följs
- bevara lugn och stabilitet på öarna
- bevara områdets unika vildmarksnatur
- upprätthålla det norska samfundet på öarna

## Resurser
Sysselmester-myndigheten består av 26 heltidsanställda. Kontoret är uppdelat i tre avdelningar: miljö, polis och administration. Därtill kommer sysselmesterens egen stab. Sommartid utökas personalen med åtta personer.
Sysselmesteren har beredskapsfartyget M/S Polarsyssel som tjänstefartyg och disponerar två Eurocopter Super Puma AS332L medeltunga helikoptrar för främst räddningstjänst.

### Beredskapsfartyg på Svalbard
- 1952–1978 M/S Nordsyssel (I), ett fartyg i trä som byggdes 1950 i Drammen och var i tjänst hos Sysselmannen under åren 1952–1978.[3]
- 1978–1988 M/S Polarstar, ett tidigare sälfångstfartyg i stål[4]
- 1988–2003 M/S Polarsyssel (I) med helikopterdäck.[5]
- 2003–2013 M/S Nordsyssel, ursprungligen från 1983 ett finlandsbyggt sovjetiskt polarforskningsfartyg.
- 2014 – M/S Polarsyssel[1]